# 2014년 아일라비스타 살해 사건
2014년 아일라비스타 살해 사건은 캘리포니아주 샌타바버라군 아일라비스타에 있던 일련의 여성 혐오 테러이다. 2014년 5월 23일 금요일 저녁, 22세의 엘리엇 로저(Elliot Rodger)는 캘리포니아 대학교 샌타바버라 캠퍼스 주변에서 총기, 찌르기, 차량 들이받기로 6명을 살해하고 다른 14명에 상해를 입혔다. 이후 자살했다.
로저는 자신의 아파트에서 3명을 보이는 대로 한 명씩 찔러 살해했다. 약 3시간이 지나 한 여학생 클럽 회관으로 운전했고 이후 밖에서 3명의 여성에 총격을 가하고 그 중 2명을 죽였다. 그 다음 주변 델리로 운전하여 한 남성 학생을 총으로 쏘아 사살했다. 이후 아일라비스타로 운전을 시작하여 그의 차에서 도보를 건너는 여러 사람을 총격하고 상해를 입혔고 다른 여러 사람을 자신의 차로 들이받았다.
여학생 클럽 회관으로으로 운전하기 전에 로저는 "Elliot Rodger's Retribution"이라는 제목의 동영상을 유튜브에 올렸으며 이 영상은 자신이 계획한 공격과 자신의 동기를 요약했다.